# Das Schloss im Himmel
Das Schloss im Himmel (japanisch 天空の城ラピュタ, Tenkū no Shiro Rapyuta, englisch Laputa: Castle in the Sky) ist ein Anime von Hayao Miyazaki, der 1986 in Japan uraufgeführt wurde. Er ist der erste Film des Studio Ghibli.

## Handlung

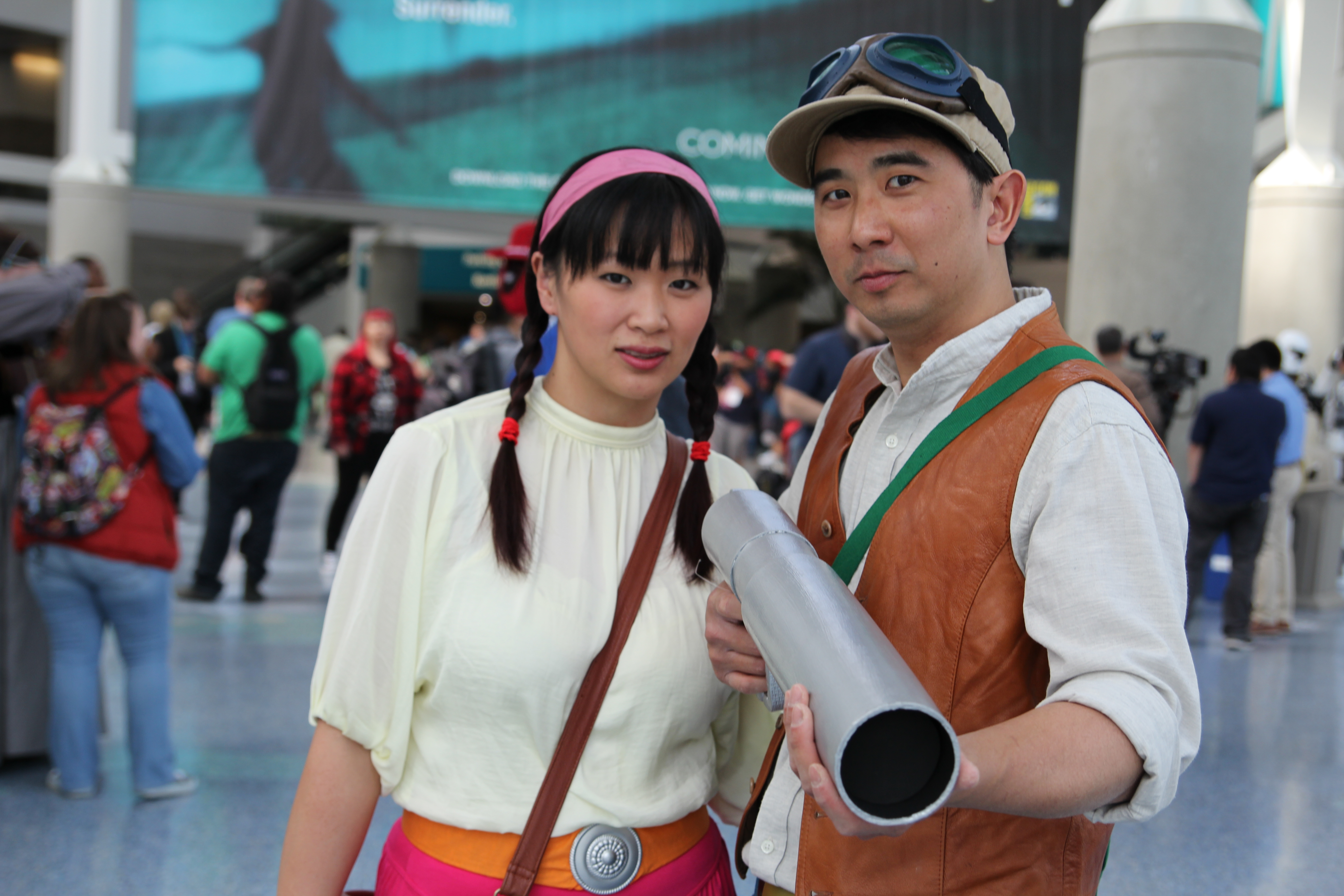
Zwei Cosplayer als Sheeta (links) und Pazu, die Protagonisten des Anime.

Die junge Waise Sheeta lebt seit dem Tod ihrer Eltern allein in ihrer Hütte in den Bergen. Von ihren Eltern erbte sie eine Kette mit einem Edelstein. Der geheimnisvolle Musca, ein Agent der Regierung, entführt sie mithilfe der Armee auf ein Luftschiff. Als dieses von der Luftpiratin Dora und ihren Söhnen angegriffen wird, klettert Sheeta aus einem Fenster und stürzt in die Tiefe. Da ihr Stein die Kraft hat, sie zum Schweben zu bringen, landet sie bewusstlos in den Armen von Pazu, der ebenfalls Waise ist und bei den Bergarbeitern einer Minenstadt arbeitet. Er ist auf der Suche nach Laputa, einer verborgenen Stadt im Himmel, die sein verstorbener Vater gesehen haben will.
Als die Piraten erscheinen, flieht Pazu gemeinsam mit Sheeta. Auf der Flucht treffen sie auch auf die Armee und die Agenten, sodass sie sich schließlich in die Minen zurückziehen. Dort erfahren sie von einem alten Bergmann, dass Sheetas Stein ein Flugstein einer untergegangenen Kultur ist: Laputa. Sheeta erzählt, dass sie von der Königsfamilie abstammt und der Stein zeigt, dass sie die Thronfolgerin ist. Auf ihrem Weg zurück zur Minenstadt werden die beiden Freunde von der Armee aufgegriffen, die sie in eine Festung bringen. Musca will Sheeta nutzen, um Laputa zu finden und versucht, sie für sich zu gewinnen. Pazu wird um ihretwillen freigelassen und kehrt in sein Haus zurück. Dort trifft er erneut auf Piraten, denen er sich anschließt, um Sheeta zu retten.
Während Pazus Abwesenheit erweckt Sheeta versehentlich einen Roboter, der aus Laputa auf die Erde gefallen ist und in der Festung aufbewahrt wurde. Dieser will ihr helfen und den Weg nach Laputa zeigen, richtet aber in der Festung der Armee Zerstörung und Chaos an. Dadurch kann Sheeta gemeinsam mit Pazu und den Piraten fliehen, jedoch gelangt Musca an Sheetas Stein, der ihm den Weg nach Laputa zeigt. Gemeinsam mit der Armee macht er sich ebenfalls auf den Weg. Mit Luftschiffen gelangen beide Gruppen nach Laputa. Pazu und Sheeta kommen zuerst an und sind überwältigt von den wunderbaren Gärten und der Natur. Menschen scheint es keine zu geben, jedoch einen friedlichen Roboter, der sich liebevoll um die Tiere und Pflanzen kümmert.
Auch Musca und die Armee kommen bald an und nehmen die Piraten gefangen. Musca, der sich ebenfalls als ein Nachkomme der ursprünglichen Bewohner Laputas entpuppt, öffnet mithilfe des Steins ein geheimes Tor und übernimmt die Macht in der fliegenden Stadt. Mit Sheeta als Geisel an seiner Seite tötet er die Soldaten und will mit den mächtigen Waffen Laputas die Weltherrschaft an sich reißen. Jedoch gelingt es Sheeta und Pazu, ihn zu überwältigen und die Zerstörungsformel zu sprechen. Der Kern der Stadt zerstört sich und reißt Musca in die Tiefe. Sie fliegen mit einem Gleiter davon, während der obere Teil Laputas, die friedliche Stadt, die durch einen riesigen Baum vor der Zerstörung geschützt wurde, immer weiter in den Himmel entschwebt.

## Entstehung

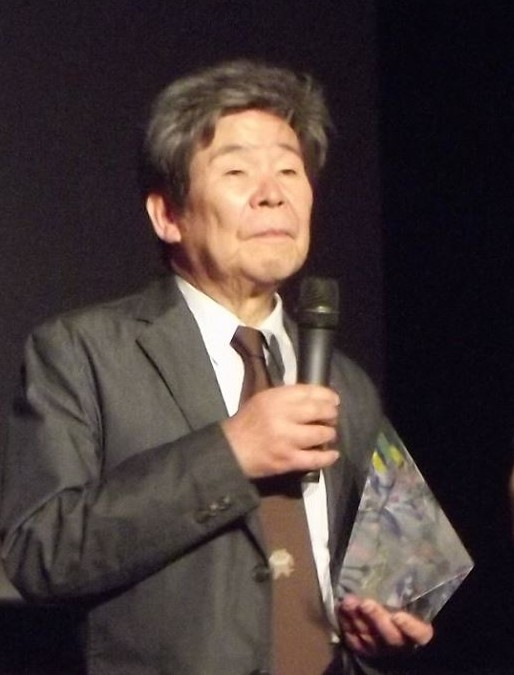
Isao Takahata, für den Das Schloss im Himmel das Debüt als Produzent war.

Der Film war der erste des 1985 gegründeten Studio Ghibli. Die Gründung war nach dem Erfolg von Nausicaä aus dem Tal der Winde von 1984 möglich und geschah mit weiterer finanzieller Unterstützung des Verlags Tokuma Shoten. Nun sollten mit dem gleichen Team weitere Kinofilme entstehen.
Der 124 Minuten lange Film entstand von 15. Juli 1985 bis 23. Juli 1986. Es wurden 69.262 Bilder gezeichnet und 381 verschiedene Farben benutzt. Als Vorbereitung für den Filmdreh reiste Miyazaki mit anderen Ghibli-Mitarbeitern nach Großbritannien. Das Szenenbild wurde stark von Landschaften im Süden von Wales geprägt, die das Team zur Zeit der Bergarbeiterstreiks in den 1980er Jahren besuchte: 1984 war Hayao Miyazaki selbst Zeuge der Streiks und 1986 besuchte er die Region erneut zur Arbeit am Film. Er war vom Kampf der Minenarbeiter um ihre Arbeit und von der Stärke ihrer Gemeinschaft beeindruckt und ließ dies in die Darstellung von Pazus Dorf einfließen. Künstlerischer Leiter war Nizo Yamamoto. Bei der Schlüsselbildanimation arbeitete unter anderem Katsuya Kondo mit, der später als Charakterdesigner bei Filmen wie Kumo no yō ni Kaze no yō ni oder Flüstern des Meeres bekannt wurde. Der verantwortliche Produzent war Isao Takahata, der das erste Mal in seiner Karriere diese Rolle übernahm.
Die Musik zum Film komponierte wie bei fast allen Filmen Miyazakis Joe Hisaishi. Er nutzte dabei ein klassisches westliches Orchester wie auch japanische Instrumente. Daneben hat der Film aber auch viele Segmente ohne Musik, in denen lediglich Geräusche wie das Rauschen der Rotorblätter zu hören sind. Für die US-amerikanische Synchronfassung, welche später Disney produzierte, wurde Joe Hisaishi 1999 damit beauftragt, die 37-minütige Filmmusik auf 90 Minuten zu verlängern und mit einem Sinfonieorchester neu aufzunehmen.

## Filmanalyse

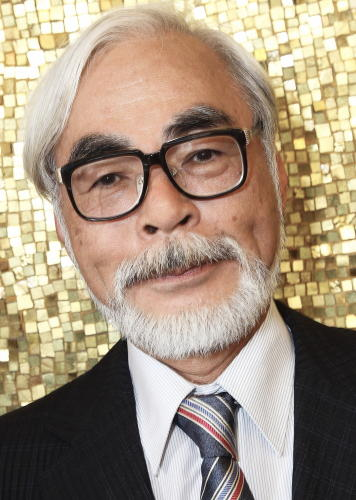
Regisseur und Drehbuchautor Hayao Miyazaki

### Filmtechnische Mittel
Die Hintergründe sind oft detailliert ausgearbeitet. Die Titelsequenz, die die Geschichte von Laputa zeigt, hat einen deutlich anderen Stil als der Rest des Films. Die Bilder sind holzschnitthaft und in Sepia-Farbtönen gehalten. Sie erhalten dadurch den Anschein alter Drucke. Der Stil ist an Illustrationen zu den Büchern Jules Vernes angelehnt.
Analog zur japanischen Leserichtung von rechts nach links nimmt auch im Film der rechte Bildraum oft eine besondere Bedeutung ein. So sind die wichtigen Handlungsentwicklungen sowie die Protagonisten oft rechts im Bild zu sehen (Cadrage). Beispielsweise in einer Gleitflug-Szene des Filmes erscheint eine Diagonale von rechts oben nach links unten, welche der Leserichtung von Mangas gleicht. Zur Erzeugung einer Illusion von räumlicher Tiefe setzt Miyazaki häufig das Gleiten der Bildebenen gegeneinander, insbesondere der Wolken, sowie die Verkleinerung oder Vergrößerung von Objekten ein. So entsteht der Eindruck, etwas bewege sich relativ zum Betrachter, ohne dass der Betrachter sich selbst bewegt. Auch die Bewegung der Flugmaschinen ist meist ein Gleiten, wobei schräge Winkel stets dennoch den Einfluss von Gravitation oder des Windes vermitteln und die Maschinen nicht völlig von allem losgelöst wirken.
Es wird oft eine weite Kameraeinstellung benutzt, in denen die Figuren manchmal nur noch als Silhouetten zu sehen sind. Bei nahen Einstellungen hingegen wird viel Wert auf Details gelegt, welche zuvor verborgen blieben. Die Kamera schweift oft über Nebensächliches und macht Gebrauch von einer atmosphärischen Inszenierung, wodurch sich der Film stark von westlichen Animationsfilmen unterscheidet. Auch die Schuss-Gegenschuss-Technik wird, beispielsweise in Dialogen, oft angewandt. Im Gegensatz zu den ruhigen poetischen Szenen gibt es auch viele Actionszenen, die, verglichen mit späteren Verhältnissen, recht langsam geschnitten sind. Oft verleiht eine Parallelmontage dem Geschehen mehr Dynamik.

### Inhaltliche Einflüsse und Inspiration
Der japanische Titel des Films ist eine Anspielung auf das satirische Werk Gullivers Reisen des englischen Schriftstellers Jonathan Swift (1667–1745). Im dritten Buch der Reihe gelangt der Schiffsarzt Lemuel Gulliver auf die fliegende Insel Laputa, die mithilfe eines großen Magnetsteins in der Schwebe gehalten und bewegt wird und deren Bewohner sich seltsamen und sinnlosen Wissenschaften verschrieben haben. Neben Gullivers Reisen diente Miyazaki als weitere Inspiration eine Episode aus einem Manga, den er in seiner Kindheit gelesen hatte: Fukushima Tetsujis Sabaku no Maō. Diese Episode handelte von einem magischen Stein, der seinem Besitzer die Fähigkeit zu fliegen gab. Miyazaki sprach diese Geschichte so an, dass er selbst einen Film über einen magischen Stein machen wollte. Der Arbeitstitel des Films lautete deshalb auch Der junge Pazu und das Geheimnis des schwebenden Steins. Außerdem arbeitete er in den 1970er Jahren an einem Konzept für eine Fernsehserie, die Jules Vernes Reise um die Erde in 80 Tagen und 20.000 Meilen unter dem Meer kombinieren sollte. Ideen daraus setzte Miyazaki dann in seiner Serie Mirai Shōnen Conan von 1978 um, die auf Alexander Keys The Incredible Tide basierte und die er später auch in Das Schloss im Himmel einfließen ließ. Das erste Konzept war entsprechend das einer typischen Abenteuergeschichte um einen Jungen. Dieses änderte sich jedoch im Laufe der weiteren Ausarbeitung zur differenzierteren Geschichte mit zwei Protagonisten. Aus dem gleichen Ursprungskonzept ging später auch die Fernsehserie Die Macht des Zaubersteins des Studios Gainax hervor. Eine weitere Quelle und Inspiration für die Geschichte um einen magischen Stein oder Anhänger sowie für seine Trägerin Sheeta war der Film Taiyō no Ōji: Horusu no Daibōken, Isao Takahatas Regiedebüt von 1968, bei dem Miyazaki einige Szenen animiert hatte. Die Heldin des Films trägt einen magischen Anhänger, über den sie kontrolliert wird und von dem sie sich befreien muss. Die im Schloss im Himmel thematisierten Massenvernichtungswaffen aus einer antiken Zivilisation und der Umgang damit waren bereits in Miyazakis Fernsehserie Mirai Shōnen Conan von 1978 ein tragendes Thema. Schließlich kommt auch in der Manga-Version von Nausicaä aus dem Tal der Winde, die Miyazaki parallel zum Schloss im Himmel schuf, ein Stein vor, mit dem sich Waffen aktivieren lassen.
Mit dem Schauplatz der Handlung wählte Miyazaki wie oft in seinen Filmen statt des modernen Japans eine apokalyptische oder vormoderne Welt, hier eine, in der die Industrialisierung noch nicht abgeschlossen ist: Der Film spielt in einer an das viktorianische Zeitalter angelehnten Welt. Bei der Schilderung der technischen Elemente orientierte sich Miyazaki an Autoren des 19. Jahrhunderts wie Jules Verne. Der Name Sheeta geht auf Prinzessin Sita aus dem indischen Epos Ramayana zurück. Die im Film auftretenden Roboter wurden von Miyazaki selbst entworfen. Ähnliche Roboter erschienen schon 1980 in einer Episode seiner Animeserie Lupin. Damals ließ sich Miyazaki von einer Episode der Superman-Zeichentrickserie der Fleischer Studios von 1941 inspirieren. Außerdem sind auf der Insel Fuchshörnchen zu sehen, die schon in Nausicaä aus dem Tal der Winde auftraten.
Für Thomas Lamarre zeigen die Gemeinsamkeiten mit anderen Werken Hayao Miyazakis, dass dieser sich über lange Zeit seines Schaffens immer wieder mit den gleichen Themen – der Umgang mit Waffen über magische Gegenstände – und deren ähnliche Verkleidung in fantastische Welten beschäftigt hat. Das Schloss im Himmel sei der Höhepunkt dieser Beschäftigung, in dem viele bereits zuvor erprobte Elemente zusammenfließen. Dabei markiere der Film zugleich das Entstehen eines charakteristischen Stil des Studio Ghibli aus all diesen Elementen und Miyazakis Abkehr von den genannten Themen. In dieser Form treten sie später nicht wieder in seinem Werk auf und Miyazaki selbst sagte, er habe mit dem Abenteuerfilm als Genre abgeschlossen. Nach Lamarre hatte Miyazaki stets einen kritischen Umgang mit dem Genre, indem er das Streben nach Schätzen und magischen Kräften in Frage stellte – wie auch in diesem Film – sodass seine Filme anti-abenteuerliche Abenteuerfilme werden. Darin drücke sich zugleich Miyazakis Verhältnis zu Technik und Natur aus.

### Mensch, Natur und Technik
Miyazaki spricht in seinen Filmen oft die Beziehung zwischen Mensch, Natur und Technik an. Es spiegelt sich das gesteigerte Umweltbewusstsein der japanischen Gesellschaft wider, das durch die Folgen des rasanten Industriewachstums nach dem Zweiten Weltkrieg ausgelöst wurde. Aufgrund der extremen Umweltverschmutzungen entwickelte Japan sich bis in die 1980er-Jahre zu einem internationalen Vorbild in Sachen Umweltschutz. Thomas Lamarre nennt dieses Thema auch bei Das Schloss im Himmel als eines der drei Hauptelemente des Films. Er setzt den Film in Bezug zu Miyazakis Ansichten zum Verhältnis der Menschen zu Natur und Technologie und vergleicht mit dem pessimistischen Weltbild Paul Virilios, in dem stetiges Streben nach Beschleunigung zu immer größerer Zerstörung führe, und der Philosophie Heideggers. Wie Virilios vertrete Miyazaki im Film eine pessimistische Erwartung von der Zukunft, in der sich der Fortschritt gegen die Menschen wendet, doch entwickele er wie Heidegger ein deterministisches Verständnis von Technologie nicht als Problem mit Lösungen, sondern als eine Gegebenheit, die Auswirkungen auf Verhalten und Wahrnehmung der Menschen hat. Ausdruck dieser Weltsicht ist insbesondere auch die Titelsequenz, in der der Aufstieg und Untergang der Zivilisation von Laputa gezeigt wird. Die genauen Hintergründe dieser Geschichte und der Herkunft der blauen Steine bleiben unklar, sodass die Erzählung von Laputa den Charakter eines Epos oder Mythos des technologischen Aufstiegs und Falls erhält. Auf einer Ebene zeigt der Film zunächst einen Umgang mit den Umständen als Problemen mit Lösungen: Die nach den Waffen Laputas suchende Organisation tritt als eindeutig böse Organisation auf und deren Zugriff auf die Waffen wird durch deren Zerstörung verhindert. Darin, dass die Waffe zerstört werden muss anstatt unter die Kontrolle einer anderen, guten Instanz gestellt, zeigt Miyazakis Sicht dass es eine solche Instanz für Waffen nicht geben kann. Nicht der Sieg über die Bösen ist die Lösung des Problems, wie es in vielen Abenteuer-Geschichten gezeigt werde, sondern die Zerstörung der Waffe. An Stelle der im westlichen Animationsfilm und Kino üblichen Bewegungen in die Tiefe des Raums tritt häufiger die seitliche Bewegung vor einem naturalistischen Hintergrund und die Tiefenwirkung wird durch unterschiedliche Bewegungen in Vorder- und Hintergrund erzeugt. So werde in der Inszenierung der fliegenden Insel bei deren Entdeckung durch die Kinder zur Betrachtung dieser eingeladen, nicht zum Eindringen und Plündern. Dieses Animationsprinzip, das sich von auf ballistisch anmutenden und nach Geschwindigkeit strebenden Kino abgrenzt, das Virilio kritisiert, nennt Lamarre „animetism“. Er sieht dessen über den Hintergrund schwebende Cel-Ebenen als stellvertretend für Miyazakis Gegenentwurf einer entschleunigten Gesellschaft. Damit und mit dem Umgang seiner Protagonisten mit Technologie zeige Miyazaki, dass ein anderes Verhältnis zur Technik möglich sei. Denn gegen sämtliche Technik stellt sich Miyazaki nicht, stattdessen zeigt sich in den Darstellungen von Maschinen, vor allem Flugzeugen, seine Technikbegeisterung.
Das Schloss im Himmel ist, wie viele von Miyazakis Filmen, stark von der fast ausschließlich in Japan aktiv praktizierten Religion Shintō beeinflusst. Der Grundgedanke von Harmonie im Shintō besagt, dass man sorgsam mit der natürlichen Umwelt des Menschen umgehen solle und Technik sinnvoll einzusetzen habe. Im Film zeigt sich jedoch, dass die Einheit von Mensch, Natur und Technik nicht geglückt ist. Die Menschen befinden sich in einer Zeit mit einem großen gesellschaftlichen und technischen Wandel. Die Arbeiterschicht muss sich diesen Veränderungen beugen und wird von den Großindustrien ausgebeutet. In einer Szene deutet ein kleines Poster auf die harten Kämpfe zwischen den Arbeitern und den ausbeuterischen Minenbesitzern hin. Jedoch gibt es auch die andere Seite, wo Maschinen nach dem Vorbild der Natur gebaut wurden. So haben die von den Luftpiraten benutzten Ornithopter eine große Ähnlichkeit mit Libellen. Auch erscheint gegen Ende des Filmes ein Roboter, der sich liebevoll um Gärten und Tiere kümmert. Auch in den Fluggeräten, die von der Natur inspiriert sind und meist eher klobig oder gar nicht flugfähig erscheinen, sieht Thomas Lamarre einen Ausdruck von Miyazakis Ablehnung von Hochtechnologie (wie Jets) und Vorliebe für ungewöhnlichere Technik. Die im Film erfolgreichsten Maschinen beziehungsweise die der Helden sind dabei auch die einfachsten und kleinsten.

### Analyse der Charaktere
Als drittes wichtiges Motiv des Films nennt Lamarre die jugendliche Energie der beiden Protagonisten, die die Handlung vorantreibt, das Geschehen zum Guten wendet. Beide seien noch asexuell, doch kurz vor der Pubertät, und entwickelten eine sehr enge aber noch nicht sexuelle Beziehung zueinander. Dabei erkennt er deutliche Unterschiede in der Darstellung beider Charaktere, die jeweiligen Rollenvorstellungen der Geschlechter entsprechen. Pazu ist wie andere Jungen in Miyazakis Filmen zielgerichtet, ehrgeizig, aktiv und technikinteressiert. Er strebt konkrete Ziele an und wird immer wieder bei der Interaktion mit der Welt um ihn und der Ausübung großer Kraftanstrengungen gezeigt – was sich in der Animation durch starke, übertriebene Posen seiner Figur zeigt. Das Mädchen Sheeta dagegen ist weniger zielstrebig, nimmt durch ihren zugleich magischen und technischen Stein aber eine zentrale Rolle ein. Ihre Macht und Bürde hat sie von ihren Vorfahren ererbt, nicht wie Pazu erarbeitet. Dies symbolisiere auch Miyazakis Verständnis von Technologie als vorgegebene Bedingung anstatt als Fähigkeit. Sie ist im Laufe der Geschichte stets getrieben von den Ereignissen und Objekt der Handlungen anderer, ähnlich wie ihr Stein. In der Animation ihrer Figur zeigt sich ihre Rolle durch ihre leichte, masselose Erscheinung. So stellen sich im Film zwei Geschlechterrollen dar: Jungs interagieren direkt mit den Objekten ihrer Umgebung und gehen mit Technik um wie mit Problemen mit Lösungen; Mädchen agieren indirekt, magisch und erleben Technik als eine Bedingung ihrer Umgebung. Damit werden sie auch zum Schlüssel für ein freieres Verhältnis zur Technologie und zur Erlöserin – ähnlich wie in Nausicaä. So ist es am Schluss Sheeta, die aktiv wird, Pazu die Worte der Zerstörung beibringt und sich vom Stein, von Laputa und den damit verbundenen Gefahren befreit. Zugleich befreit sie sich so auch aus ihrer passiven Geschlechterrolle. Letztlich bleibe Miyazakis Darstellung von und Kritik an Geschlechterrollen widersprüchlich, so Lamarre: Einerseits bricht er am Ende mit den Rollenvorstellungen, andererseits werden sie über weite Teile des Films erst etabliert und gefestigt und sind zentraler Teil der Handlung.
Im Laufe der Handlung nimmt die Piratin Dora für die beiden Waisen Pazu und Sheeta eine Mutterrolle ein, so Patrick Drazen.
Klassische Filmtechniken wie überzeichnete Slapstick-Szenen und die ballistische Perspektive nutzt Miyazaki vor allem für komische, auflockernde Szenen, in denen sich Männer klischeehaft und übertrieben gewalttätig verhalten. Dahinter stecke, so Lamarre, eine Kritik an ebendiesen männlichen Rollenvorstellungen. Das Schloss im Himmel sei der letzte Film, in dem Miyazaki von diesen Techniken Gebrauch mache und markiere den Wechsel zu einer auf malerische Landschaften und Hintergründe konzentrierten Darstellung und weg von einer auf Bewegung konzentrierten. Das, so Lamarre, deute auch auf einen Wechsel der Zielgruppe – von Fans oder Otaku zur breiten Öffentlichkeit.
Wie in anderen Filmen Miyazakis nimmt auch hier das Element des Fliegens (so auch zum Beispiel Porco Rosso und Kikis kleiner Lieferservice) und die Kritik an einem martialischen Militarismus (wie z. B. in Das wandelnde Schloss oder Nausicaä aus dem Tal der Winde) einen großen Stellenwert ein. Laut Susan Napier zeige Miyazaki im Fliegen als Symbol wie auch hier zusätzlich im Willen der beiden Protagonisten, am Ende sich für eine bessere Welt zu opfern (mit der Insel abzustürzen), Hoffnung und die Möglichkeit zu Veränderung und Freiheit. Auch wenn, anders als in anderen seiner Filme, bei Das Schloss im Himmel nicht vor allem das Mädchen oder die junge Frau fliegt, so stehe das Fliegen bei Miyazaki außerdem auch für die Stärke und Eigenständigkeit, die die Protagonistin erreicht.

## Synchronisation
In der japanischen Fassung spricht auch Megumi Hayashibara eine kleine Rolle, die das Debüt der später sehr erfolgreichen Sprecherin war. Der Film wurde erst 2003 bei der FFS Film- und Fernseh-Synchron in München auf Deutsch synchronisiert. Das Dialogbuch schrieb Florian Kramer und die Dialogregie führte Frank Lenart.
| Rolle      | Originalsprecher  | Deutscher Sprecher |
| ---------- | ----------------- | ------------------ |
| Sheeta     | Keiko Yokozawa    | Natalie Löwenberg  |
| Pazu       | Mayumi Tanaka     | Nico Mamone        |
| Muska      | Minori Terada     | Claus-Peter Damitz |
| Dora       | Kotoe Hatsui      | Ilona Grandke      |
| Muoro      | Ichirō Nagai      | Manfred Erdmann    |
| Louis      | Yoshito Yasuhara  | Claus Brockmeyer   |
| Henri      | Sukekiyo Kameyama | Jens Kretschmer    |
| Charlie    | Takumi Kamiyama   | Christoph Jablonka |
| Duffi      | Machiko Washio    | Thorsten Nindel    |
| Pomu       | Fujio Tokita      | Werner Uschkurat   |
| Großmutter | Kotoe Hatsui      | Ruth Küllenberg    |

## Veröffentlichung

Universum Film brachte Das Schloss im Himmel nach Deutschland

Der Film kam am 2. August 1986 in die japanischen Kinos. Er wurde auf einem Kinoticket zusammen mit zwei Folgen der Fernsehserie Sherlock Hound, die ebenfalls von Miyazaki stammt, gezeigt. Der Vertrieb erfolgte durch Tōei. Nach Veröffentlichung des Filmes wurde die Filmgeschichte als zweibändiger Roman publiziert. Osamu Kameoka schrieb die jeweils 172 Seiten umfassenden Bücher und Miyazaki illustrierte diese mit farbigen Bildern.
Zur Veröffentlichung in mehreren englischsprachigen Ländern ließ die japanische Produktionsfirma Tokuma selbst eine Synchronfassung herstellen. Die Premiere des Films in dieser Fassung in den USA fand im März 1989 in Philadelphia statt, damals unter dem Titel Laputa: The Castle in the Sky. Es war der erste Kinotitel des noch jungen Anime-Vertriebs Streamline Pictures. Weitere Veröffentlichungen in europäischen und nordamerikanischen Ländern folgten erst gegen Ende der 1990er- bzw. Anfang der 2000er-Jahre durch Disney, die die Rechte an den Ghibli-Filmen erworben hatten. Dazu wurde auch eine neue englische Synchronfassung erstellt und die Musik überarbeitet. Weil der Begriff „La puta“ auf Spanisch „Hure“ bedeutet (er wurde von Swift absichtlich als anstößiger Begriff verwendet) und dies zu Problemen mit dem Titel in spanischsprachigen Regionen hätte führen können, wurde der japanische Filmname nun in den Vereinigten Staaten zu Castle in the Sky und in Mexiko und Spanien zu El castillo en el cielo verkürzt (Bedeutung jeweils „[Das] Schloss im Himmel“; in den spanischen Fassungen heißt das Schloss „Lapuntu“). Andere Länder übernahmen ebenfalls die gekürzte Version, obwohl das Wort „Laputa“ dort keine eigene Bedeutung hat.
Universum Film brachte den Film fast 20 Jahre nach seiner Uraufführung, am 8. Juni 2006, in die deutschen Kinos. In Österreich startete der Film einen Tag später. Am 13. November 2006 erschien Das Schloss im Himmel in Deutschland auf DVD beim Label Universum Anime. Die DVDs erschienen als Standardversion mit nur dem Film (1 DVD) sowie als Special Edition mit dem Film und Bonusmaterial (2 DVDs). Die Bildübertragung beider Versionen ist im anamorphen Widescreen (16:9) und der Ton in Dolby Digital 2.0 (Stereo). Auf der Bonus-DVD der Special Edition befinden sich das Storyboard zum kompletten Film, die original japanischen Trailer und Werbespot des Filmes, die Geschichte des Schlosses, das original japanische Opening und Ending, Informationen über die Vermarktung zum Kinostart und das Studio Ghibli sowie fünf Sammelkarten. Am 8. Juli 2011 ist der Film schließlich auch auf dem hochauflösenden Blu-ray Medium erschienen, erneut bei Universum Film.

## Rezeption

### Publikumsreaktion und Erfolg
Mit einer Besucheranzahl von 774.271 war der Film zwar weniger erfolgreich als Miyazakis vorheriges Werk, Nausicaä aus dem Tal der Winde, galt jedoch ebenfalls als kommerziell erfolgreich und ermöglichte dem 1985 gegründeten Animationsstudio Ghibli die Produktion weiterer Anime-Filme. Es folgten Mein Nachbar Totoro und Die letzten Glühwürmchen im Jahr 1988.
2013 verdoppelten sich die Besucherzahlen der Insel Sarushima, nachdem die Ähnlichkeit der Insel mit dem im Film gezeigten Laputa bekannt wurde.
Während der Film bei seinem Kinostart in Frankreich im Jahr 2003 über 900.000 mal gesehen wurde, fand er in den deutschen Kinos 2006 nur 20.690 Zuschauer.

### Kritiken
Kritiker nahmen ihn fast durchwegs positiv auf und lobten unter anderem, dass der Film kein typisches Gut-Böse-Schema bediene. Er sei kein typischer Kinderfilm, sondern überraschend erwachsen. 1986 erhielt der Film beim Mainichi Eiga Concours den Ōfuji-Noburō-Preis sowie den Anime Grand Prix der Zeitschrift Animage. Bei einer Umfrage des japanischen Kulturministeriums 2007 kam der Film auf Platz 2 der beliebtesten Animationsfilme und Platz 3 der beliebtesten Animationsfilme und -serien.
Fred Patten zählt Das Schloss im Himmel zu den 13 bemerkenswertesten Anime-Filmen der Jahre 1985 bis 1999. Die erste Synchronfassung war umstritten und auch der Chef des amerikanischen Publishers, Carl Macek, nannte sie zwar passend, aber plump umgesetzt. Auch die spätere Neufassung des Tons von Disney war umstritten, obwohl sie vom Studio Ghibli genehmigt war. Die Anime Encyclopedia nennt eine Ähnlichkeit des inhaltlichen Konzepts zu Miyazakis Filmen Nausikaä und Prinzessin Mononoke: die Gruppen der handelnden Personen geraten über die Überreste einer alten Ordnung in Streit, um sie schließlich zu zerstören. Wie in den anderen Filmen zeige er eine glaubwürdige Charakterzeichnung. Gerade dass Miyazaki im Film sowohl eine Technik-kritische Haltung zeige als auch Begeisterung an (Flug-)Technik mache den besonderen Reiz des Films aus, so Thomas Lamarre. Wegen der komplexeren Welt und Charaktere richte sich der Film an ältere Kinder und Erwachsene.
Auch in Deutschland wurde der Film von der Kritik sehr positiv aufgenommen. So lobt das Lexikon des internationalen Films den Anime als „vielschichtiges, prächtig gestaltetes Trickfilm-Märchen“, das „zunächst als Abenteuer-, in der zweiten Hälfte als Science-Fiction-Film erzählt“ wird. „Ein Meisterwerk des Animationsfilms, das die Kreativität und die zeitlose 2D-Animationskunst seines Schöpfers Hayao Miyazaki bezeugt.“ Das Kinder- und Jugendfilmzentrum hebt den aus verschiedenen Einflüssen entstandenen, unverwechselbaren Kosmos des Films hervor. „Wie in allen anderen Animes von Hayao Miyazaki bilden auch hier die Hauptfiguren ein illustres Ensemble mit ausgefallenen und originellen Charakteren. Das Schloss im Himmel ist ein Film mit künstlerischem Anspruch und hohem Unterhaltungswert für alle Generationen.“
Hanns-Georg Rodek schreibt in Die Welt anlässlich der deutschen Kinopremiere 2006: „Das Wunder vom Schloß im Himmel besteht darin, daß Miyazaki ein nahtloses Kunstwerk gelungen ist, homogenisiert auch durch ein höllisches Erzähltempo, das den unglaublichen Detailreichtum sichtbar werden läßt (falls man sich im Kino befindet), sich aber nie darin suhlt.“ In der Frankfurter Rundschau merkt Daniel Kothenschulte an, man staune, „welche Qualitäten der Regisseur Miyazaki abseits des Phantastischen besitzt. In wenigen Sekunden kann er eine typisch englische Landschaft mit dem Pathos früher Technicolor-Dramen aufladen.“ Die deutsche Szene-Zeitschrift Animania lobt Miyazakis Abweichen vom üblichen Gut-Böse-Schema und differenzierten Charakteren, wie den Piraten, deren Rolle sich im Laufe der Handlung wandelt, wie den beiden Protagonisten, die „sich gegenseitig ergänzen und miteinander wachsen“. Die Geschichte drücke Miyazakis kritische, aber nicht grundsätzlich ablehnende Haltung zu Technologie und Fortschritt aus. „In der detaillierten Darstellung der unglaublichen Fluggeräte und den beeindruckenden Dampfmaschinen scheint vielmehr die Technikbegeisterung des Regisseurs durch.“ Der Film entwickele dabei ein Schema, das zu Ghiblis Markenzeichen werden solle: „Eine starke Geschichte, die gleichsam bezaubert wie wach rüttelt.“ Darüber hinaus sei der Film hochwertig animiert, die Synchronisation der deutschen Fassung dem Klassiker angemessen. Die Mangaszene bezeichnet die deutsche Übersetzung anlässlich ihrer Premiere im Kino trotz einiger kleiner Ungenauigkeiten und Freiheiten als sehr gelungen. Der „schöne und etwas naiv wirkende Film“ sei auch 20 Jahre nach seiner Entstehung noch genauso beeindruckend und faszinierend. Der Film sei noch freundlicher und weniger hart als einige spätere Filme Miyazakis, so die Zeitschrift in einer früheren Kritik. Er zeige Probleme der frühen Industrialisierung, ohne „mit dem erhobenen Zeigefinger zu nerven“, bleibe kindgerecht und enthalte viel Slapstick und Übertreibungen. Daran erkenne man noch den Einfluss von Miyazakis Lupin-Film Das Schloss des Cagliostro. Der Stil zeige noch sehr deutliche Ähnlichkeit mit der Heidi-Animeserie. Die Kombination von bereits früher erprobten Erzähl- und Filmerzähltechniken Miyazakis wird auch von der Animania herausgestellt. Der Film, so die Mangaszene, sei mitreißend, technisch herausragend und biete dabei eine zeitlose Geschichte.

## Galerie

Ghibli-Museum – Das Schloss im Himmel
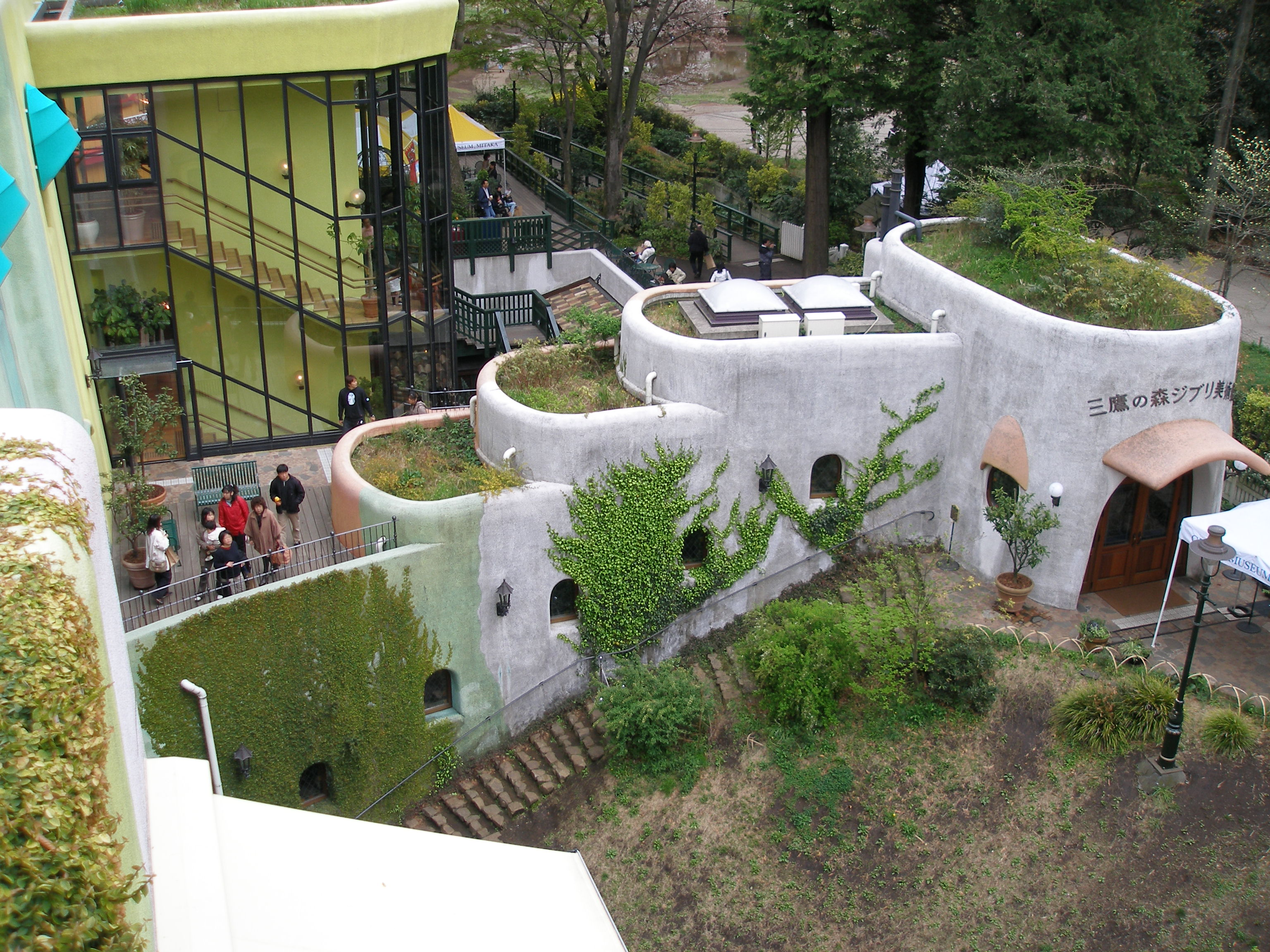
Das Ghibli-Museum 三鷹の森ジブリ美術館 Mitaka no Mori Jiburi Bijutsukan
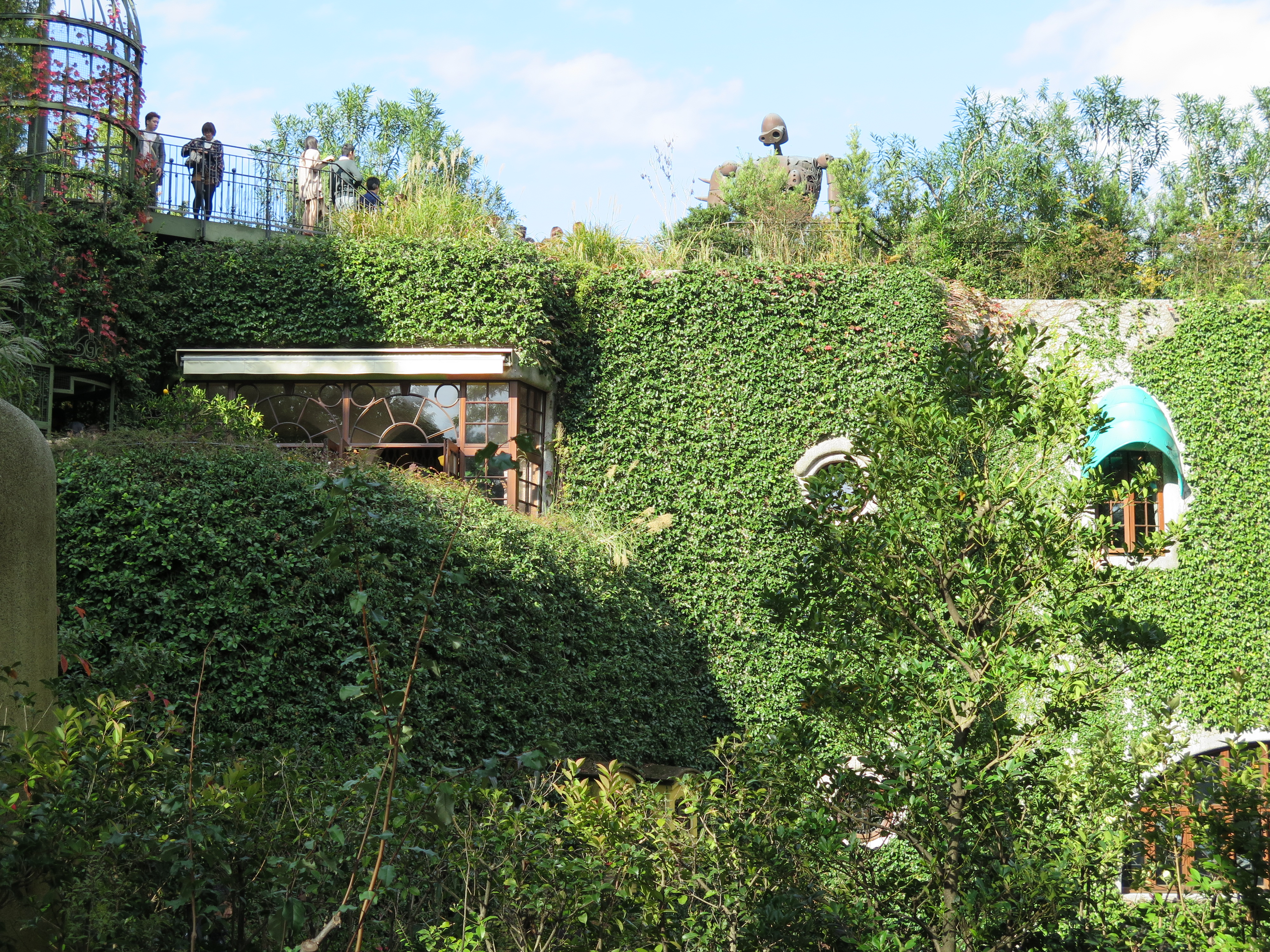
Das Ghibli-Museum 三鷹の森ジブリ美術館 Mitaka no Mori Jiburi Bijutsukan
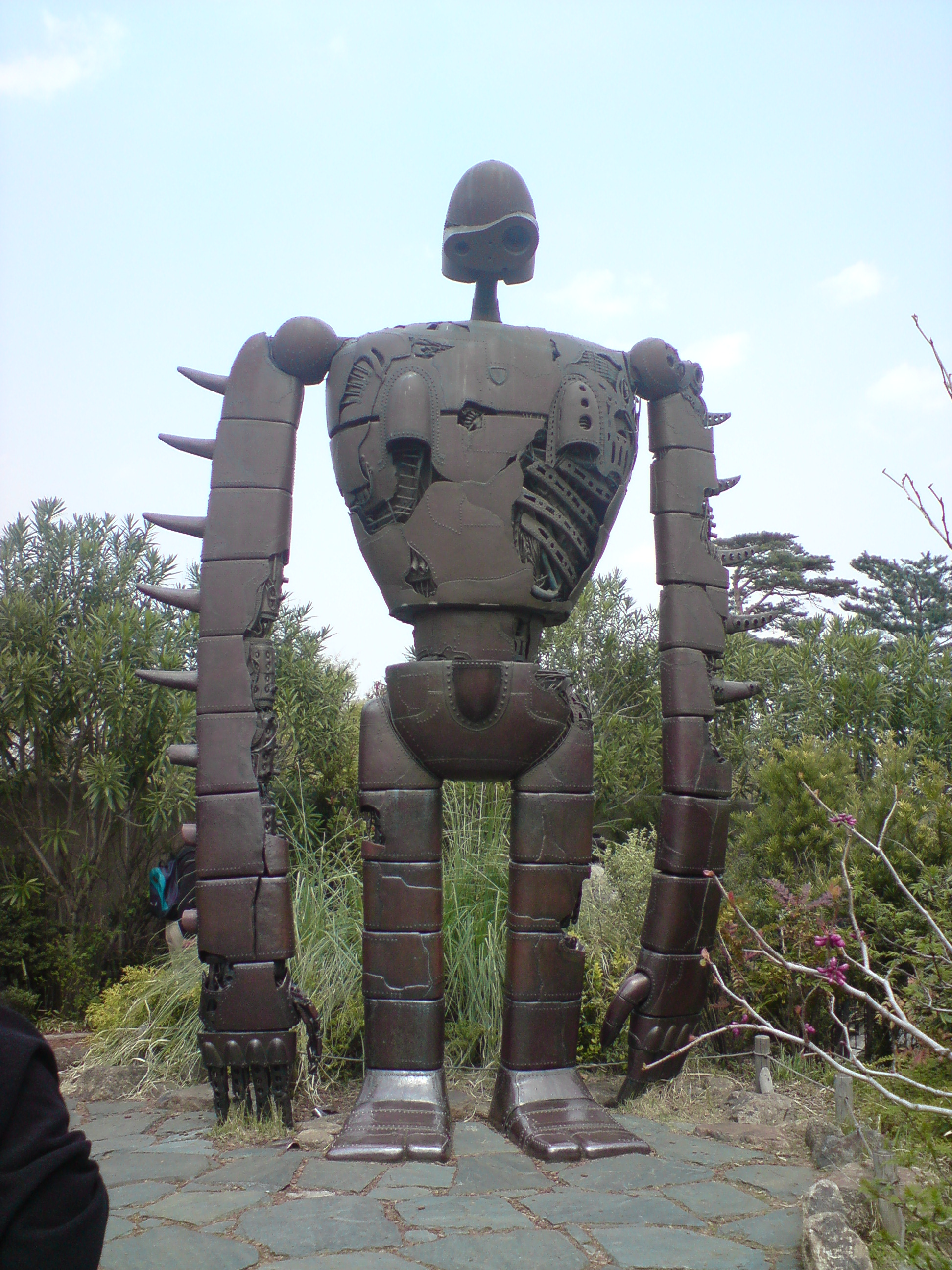
Der Filmroboter im Museum
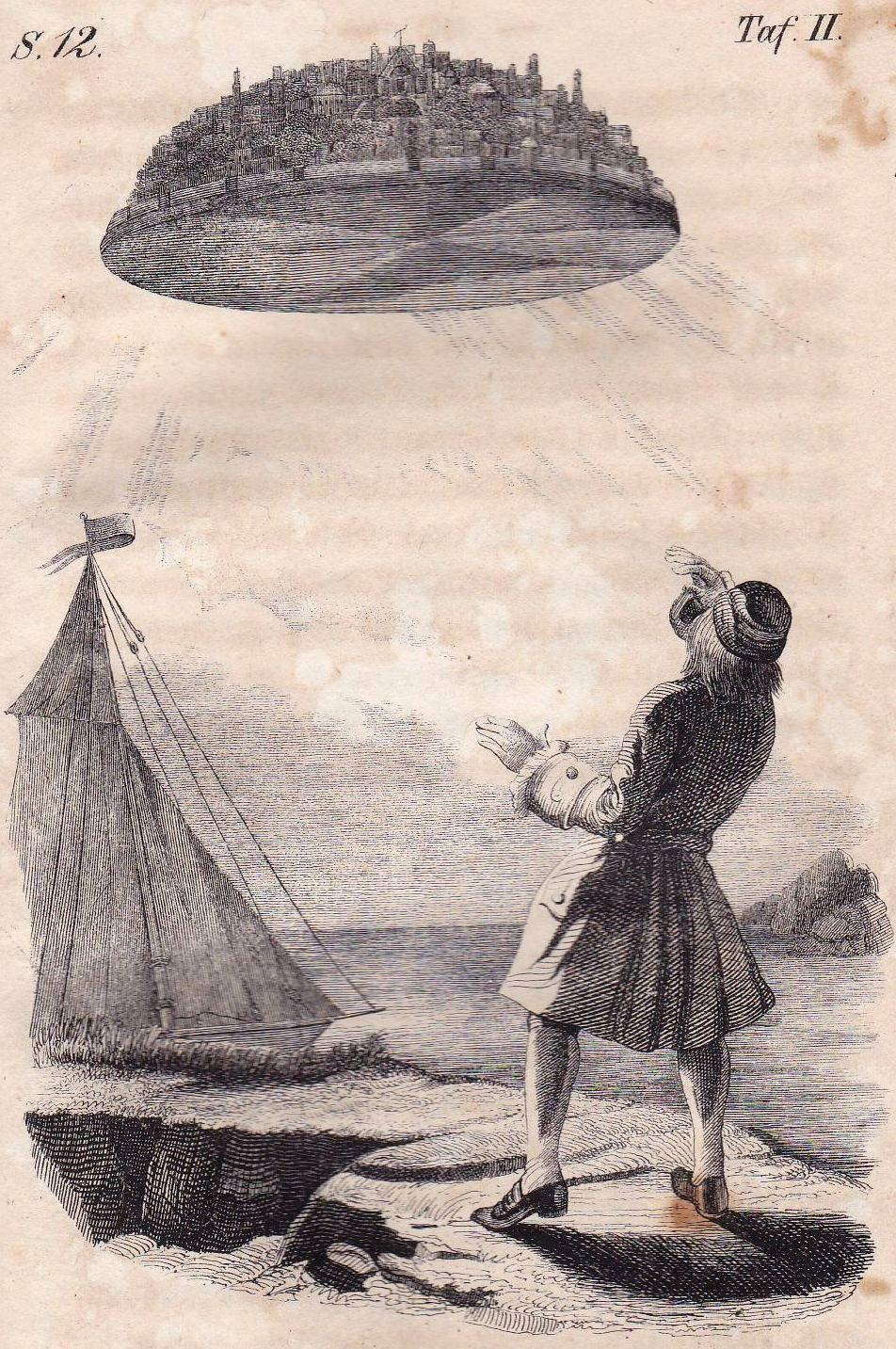
Jonathan Swifts Gullivers Reisen – Gelehrteninsel Laputa (1839)